# Kalterer See
Der Kalterer See (italienisch Lago di Caldaro) ist ein See am Übergang vom Überetsch ins Unterland in Südtirol (Italien).
Der See ist 1,8 km lang, 0,9 km breit und an der tiefsten Stelle 5,6 m tief. Die Fläche beträgt 1,47 km². Er liegt auf einer Höhe von 215 m s.l.m. in einer Senke, einem Überbleibsel eines alten Flussbetts der Etsch, in der Gemeinde Kaltern etwa 14 km südlich der Stadt Bozen. Westseitig bieten sanfte Hänge der Kalterer Fraktion St. Josef am See Platz, ehe das Gelände steil zum Mendelkamm ansteigt. Ostseitig befindet sich die kleine zur Gemeinde Pfatten gehörende Ortschaft Klughammer, die unmittelbar vom Mitterberg am Kreiter Sattel überragt wird.
Der Kalterer See ist einer der größten Seen Südtirols (das allerdings an Seen eher arm ist) und gilt – mit dem Klopeiner See – als der wärmste Badesee der Alpen. Die Wassertemperatur beträgt im Sommer bis zu 28 °C, die Badesaison ist von Mai bis September.
Touristisch erschlossen sind hauptsächlich Ost- und Westufer, das Südufer ist verschilft. Als Sportarten werden neben dem Baden auch das Fahren mit Ruder- und Tretbooten sowie Segeln und Windsurfen betrieben. Letztere profitieren von der vorherrschenden Berg- und Talwind-Zirkulation und der nachmittäglich auftretenden Ora. Motorboote sind nicht zugelassen. Zudem existiert um den See ein ausgeschilderter und leicht begehbarer Rundwanderweg.

## Fischfauna
Der Kalterer See wird vom Fischereiverein Kaltern (Associazione pesca di Caldaro) bewirtschaftet. Das warme und sehr nährstoffreiche Gewässer bietet zahlreichen Fischarten ideale Lebensbedingungen. Im Kalterer See kommen Karpfen sowie Graskarpfen, Silberkarpfen, Marmorkarpfen, Schleien, Rotaugen, Rotfedern, Karauschen und Brassen vor. Als Raubfische findet man hauptsächlich die wärmeliebenden Spezies wie Forellenbarsche und Sonnenbarsche sowie Hechte, Zander und Aale.

## Geschichte
Es handelt sich um einen jungen See, der nach der letzten Eiszeit als Toteissee entstanden ist und dessen Alter sich demzufolge auf 12.000 Jahre schätzen lässt. Noch vor der Würm-Eiszeit floss die Etsch durch das Lavason-Tal und durch das Gebiet des heutigen Sees südwärts. Ursprünglich war die Wasserfläche des Sees um das Ausmaß des Schilfgürtels größer und verlandete mit der Zeit.
Der See wurde schon im Vigiliusbrief (frühes 11. Jahrhundert) mit der Lagebezeichnung Adlacum erwähnt. Starke Niederschläge führten zur Überschwemmung der Umgebung und daher entschloss man sich schon im 13. Jahrhundert zum Bau eines künstlichen Abzugsgrabens, der bei Vill (Neumarkt) in die Etsch mündete und 1242 in der Lagebezeichnung in pertinencia Caldarii in loco de Mvndevein ad Fosse (in der Kalterer Gegend in Mundewein beim Graben) urkundlich bezeugt ist. Jahrzehnte später wurde die Mündung weiter nach Süden verschoben, da bei Rückstau sich das Etschwasser in den See ergoss. Diese Lösung erwies sich noch nicht als optimal, da immer noch zu wenig Gefälle war. Nach einer großen Überschwemmung wurde unter der Regierungszeit der Kaiserin Maria Theresia entschieden, einen großen Abzugsgraben von 5 m Breite und etwa 20 km Länge zu bauen, der erst bei San Michele in die Etsch mündete. Die dem See am nächsten liegende Stelle an der Etsch liegt 6 m höher als der Seespiegel. Der zuletzt gebaute Graben existiert noch als „Großer Graben“, der frühere Graben ist noch zu sehen („Alter Graben“).
Schon um 1600 ist bei Klughammer ein Wirtshaus bezeugt. 1978 wurde der Schilfgürtel unter Schutz gestellt, da er wichtiger Rastplatz für Zugvögel, beliebter Nistplatz für Vögel und Standort für seltene Sumpfpflanzen ist. 1979 wurde eine Ringkanalisation in Betrieb genommen. Auch eine Schlammkatze (Gerät zum Entschlammen des Bodens) und eine Schilfmähmaschine wurden gekauft, um den See zu pflegen.
Es gibt geologische Hinweise, dass vor langer Zeit am südlichen Mitterberg ein See existierte, dessen Spiegel um einige Dutzend Meter höher war als der des heutigen Sees.

## Weinbau
Der See ist Namensgeber für den in der Umgebung angebauten Wein aus der Vernatsch-Traube. Die Weine mit der Bezeichnung Kalterer See, Kalterersee oder Kalterer (italienisch Lago di Caldaro oder Caldaro) besitzen seit 1970 eine „kontrollierte Herkunftsbezeichnung“ (Denominazione di origine controllata – DOC), die zuletzt am 7. März 2014 aktualisiert wurde. Die Weine werden aus den Vernatsch-Varietäten Großvernatsch oder Kleinvernatsch und Grauvernatsch hergestellt. Höchstens 15 % andere analoge Rebsorten, die für den Anbau in Südtirol oder im benachbarten Trentino zugelassen sind, dürfen zugesetzt werden. Der Wein darf in Südtirol in den Gemeinden Kaltern, Eppan, Kurtatsch, Margreid, Tramin und Pfatten sowie im Trentino in den Gemeinden Roveré della Luna und Mezzocorona produziert werden. Im Jahr 2017 wurden von 323 Hektar Rebfläche 29.000 Hektoliter DOC-Wein hergestellt.

## Regelmäßige Veranstaltungen
Seit 1989 wird hier jährlich im Mai der Kalterer See Triathlon ausgetragen. Bei diesem Wettbewerb über die olympische Distanz haben die teilnehmenden Athleten 1,5 km Schwimmen, 40 km Radfahren und 10 km Laufen zu absolvieren.

## Sagen und Legenden
Dort, wo sich der Kalterer See befindet, stand einst eine Stadt, deren Bewohner boshaft und unbarmherzig waren. Lediglich ein Haus war von einer gutmütigen Familie bewohnt. Genau dort machte Christus Halt, als er mit seinen Jüngern auf Reisen war, um für Wasser und Brot zu bitten. Doch aufgrund seiner Armut konnte der alte Mann ihm nur Wasser anbieten. So ging Petrus in die Stadt, um Essen zu bitten, doch er kehrte mit leeren Händen zurück, da keiner der Stadtbewohner bereit war, das Brot mit ihm zu teilen. Darüber erbost verschüttete Christus das Wasser, welches sich in einen reißenden Strom wandelte, die Stadt überschwemmte und den See entstehen ließ, in welchem der gutherzige Mann von nun an fischen konnte und reich wurde.

## Fotogalerie

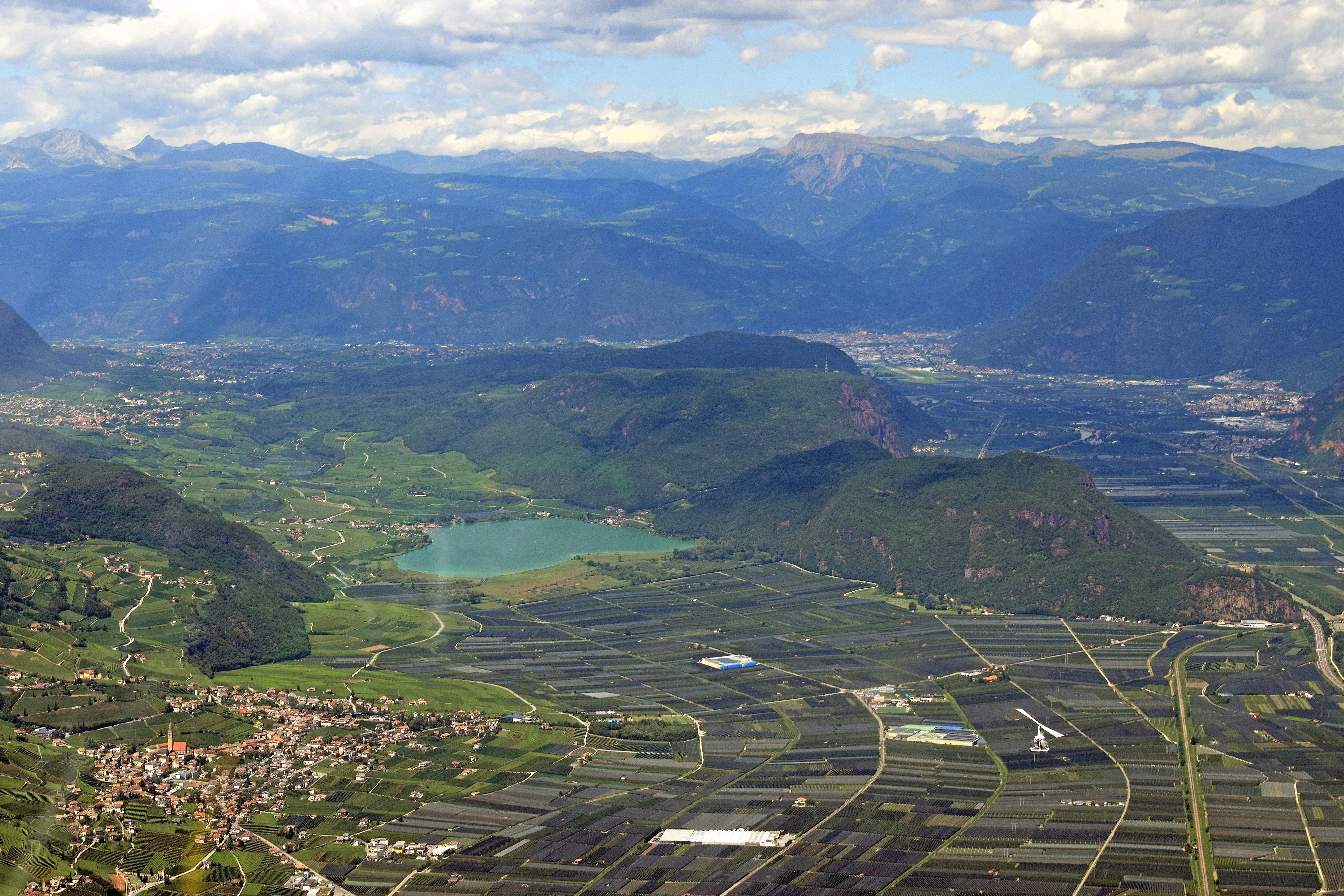
Der Kalterer See von Süden
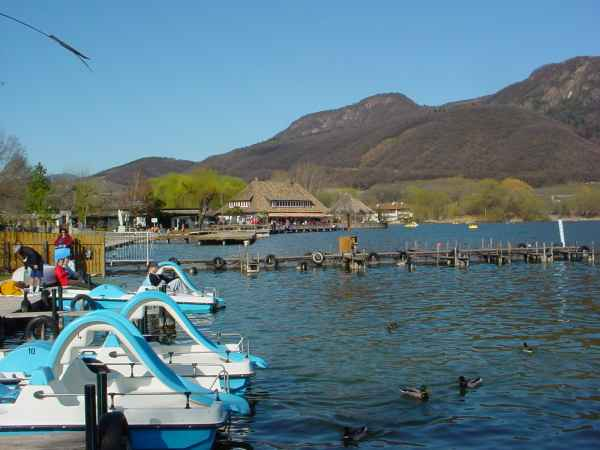
Kalterer See
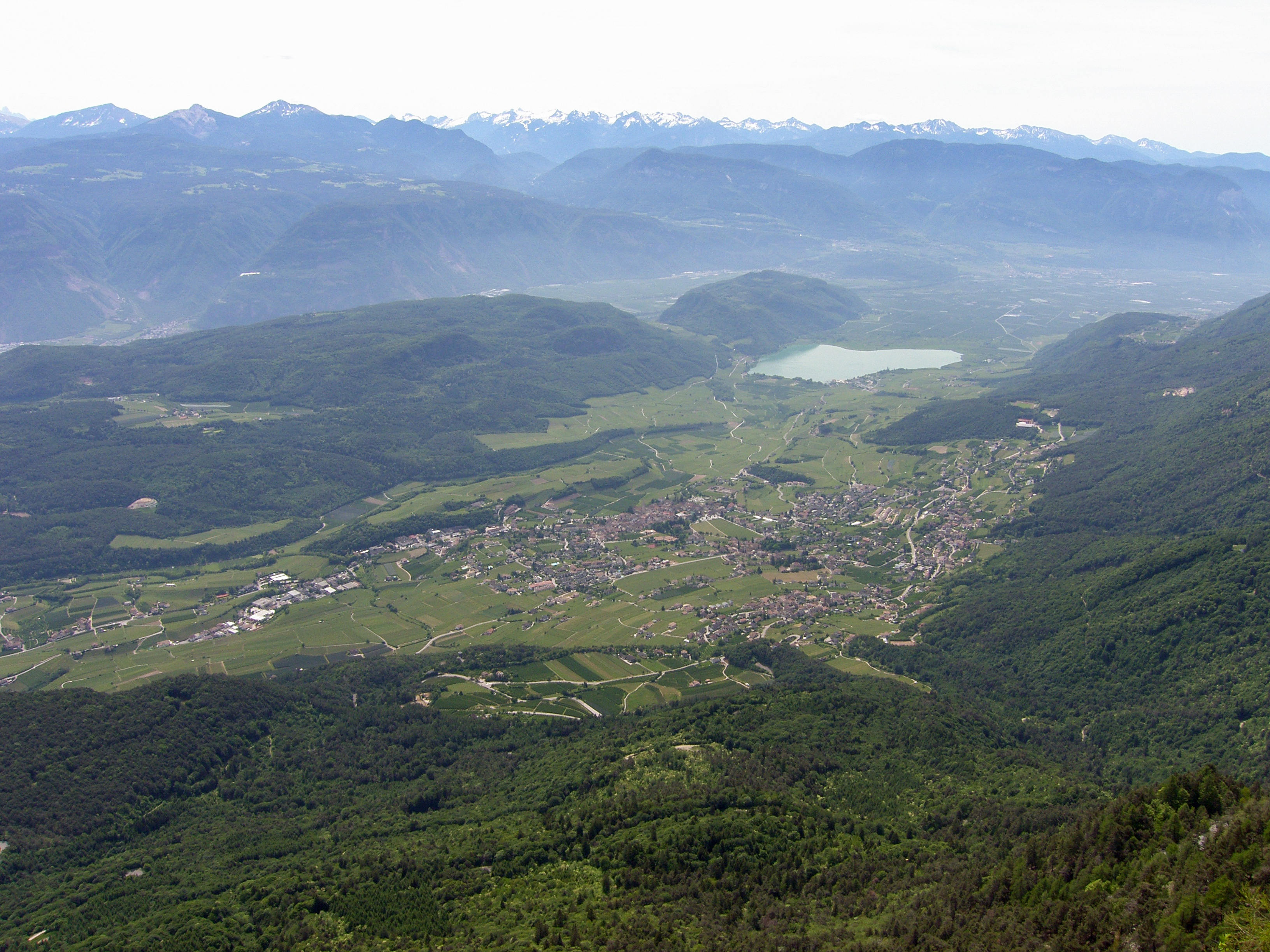
Kaltern und See, vom Penegal aus
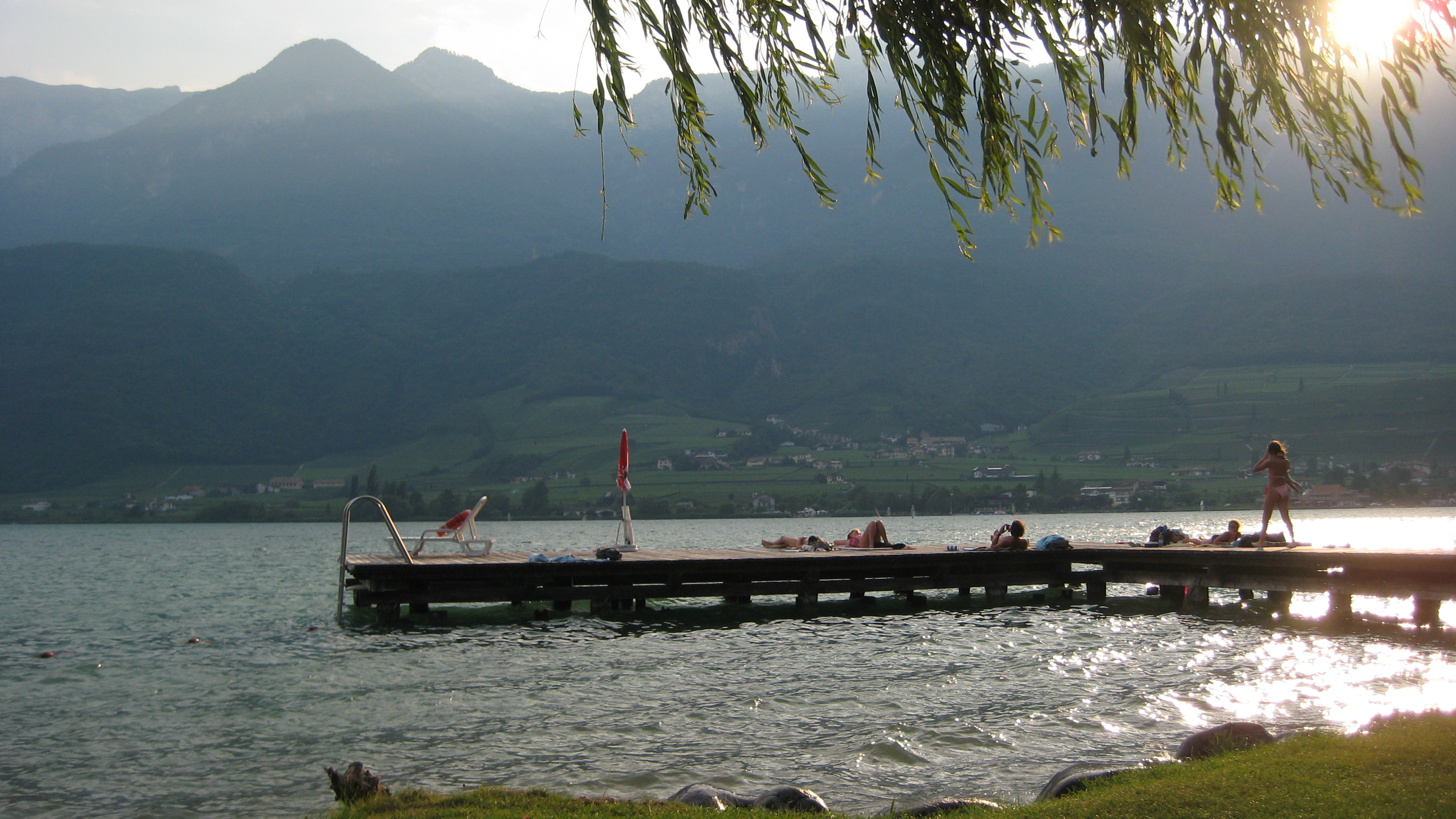
Sommerabend am Kalterer See
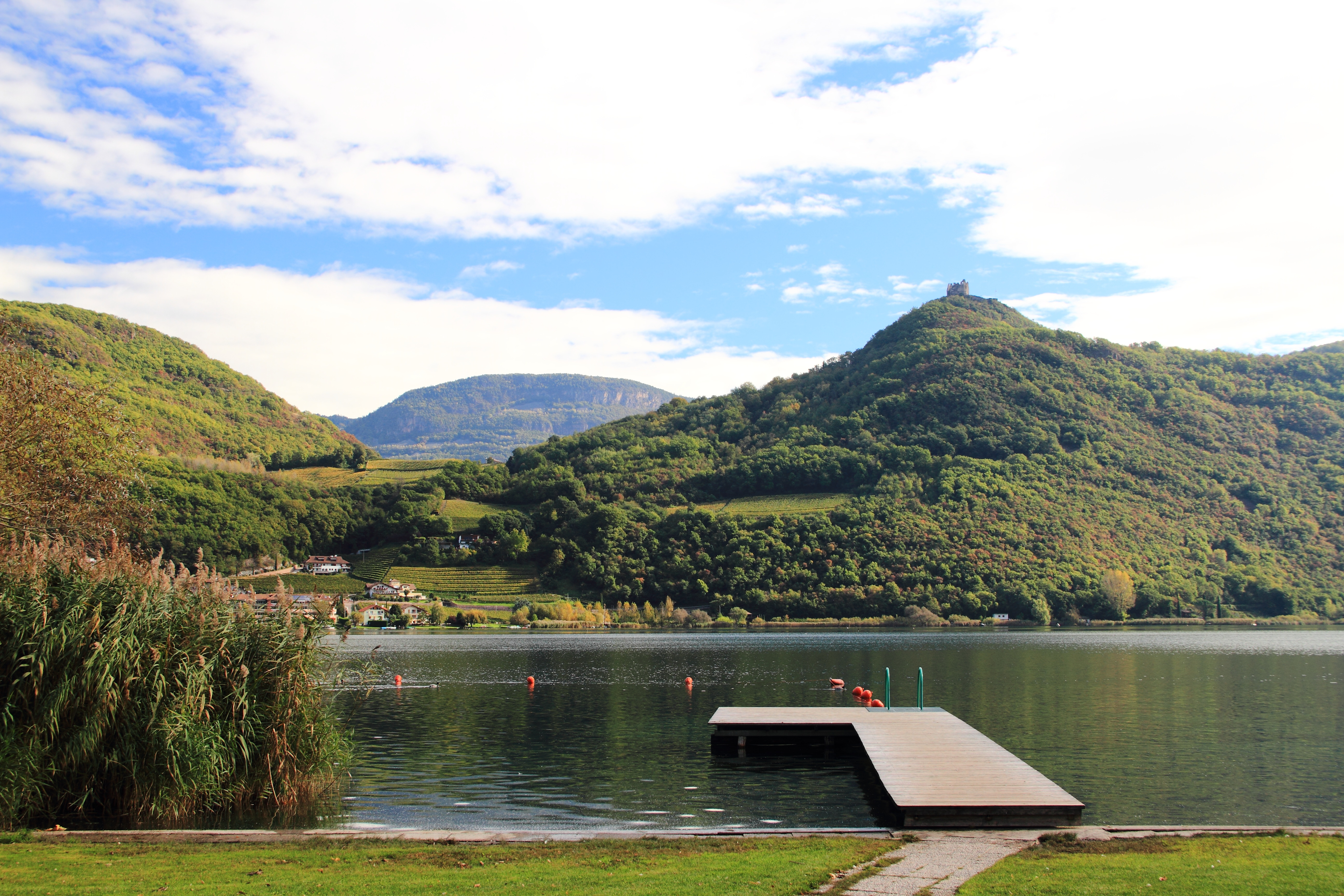
Blick über den Kalterer See auf die Ruine Leuchtenburg
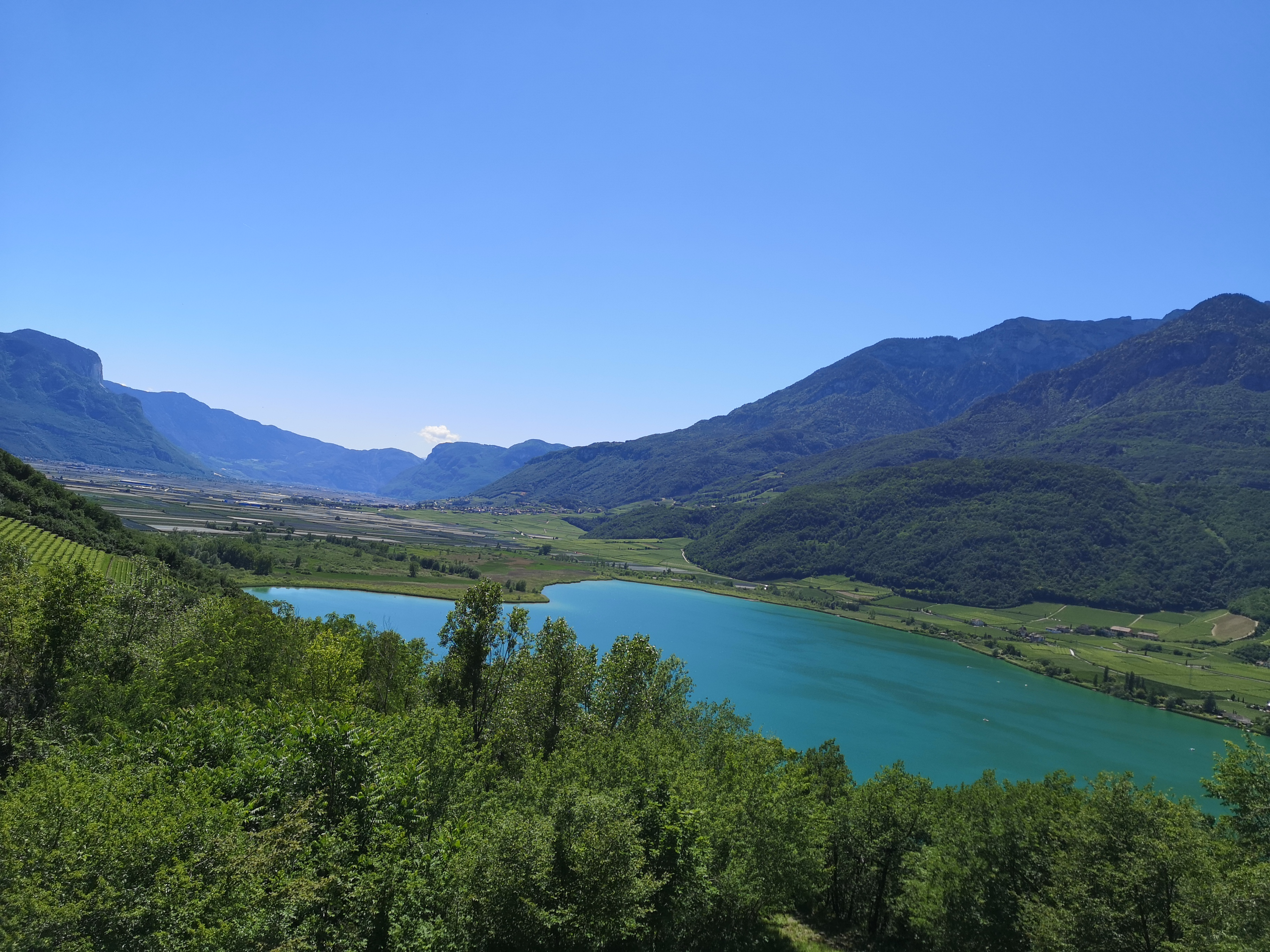
Kalterer See von Kreit aus